# スルトプリド
スルトプリド  (sultopride) は、非定型抗精神病薬として用いられる有機化合物の一種。ベンズアミド系。主に統合失調症、躁病の治療薬として用いられる。
大日本住友製薬、バイエル薬品から、塩酸塩がバルネチールなどの商品名で販売されている。

## 効能・効果
躁病、統合失調症の興奮および幻覚・妄想状態

## 禁忌
スルトプリドは下記の患者には禁忌とされている。
- 製剤成分に対し過敏症の既往歴のある患者
- 昏睡状態の患者
- バルビツール酸誘導体等の中枢神経抑制剤の強い影響下にある患者
- 重症の心不全患者
- パーキンソン病の患者
- 脳障害（脳炎、脳腫瘍、頭部外傷後遺症等）の疑いのある患者
- プロラクチン分泌性の下垂体腫瘍（プロラクチノーマ）の患者
- QT延長を起こすことが知られている薬剤（イミプラミン、ピモジド等）を投与中の患者

## 副作用
重大な副作用として、
- 悪性症候群（Syndrome malin）
- 麻痺性イレウス
- 痙攣、遅発性ジスキネジア
- QT延長、心室頻拍
- 無顆粒球症、白血球減少
- 肺塞栓症、深部静脈血栓症

が知られている。
他にも眠気、アカシジア等の錐体外路症状などが発生し得る。